# 216343 Wenchang
216343 Wenchang este un asteroid din centura principală de asteroizi.

## Descriere
216343 Wenchang este un asteroid din centura principală de asteroizi. A fost descoperit pe 28 noiembrie 2007 la Observatorul Lulin de Ye Quan-Zhi și Hong Qin Lin. Asteroidul prezintă o orbită caracterizată de o semiaxă mare de 2,65 ua, o excentricitate de 0,18 și o înclinație de 14,3° în raport cu ecliptica.